# Anthology: 1995–2010
Anthology: 1995–2010 es el segundo álbum póstumo de Prince en formato recopilatorio de éxitos previos. Fue lanzado en digital por NPG Records junto a Legacy Recordings en plataformas de streaming (audio bajo demanda) como Spotify y Apple Music el 17 de agosto de  2018.

## Contenido
El recopilatorio inclute temas de los álbumes producidos entre 1995 (The Gold Experience) y 2010 (20Ten). 
De esta forma el contenido de dicho álbumes (que sólo estaba disponible digitalmente en Tidal).
El mayor defecto del recopilatorio, según muchos críticos y fanes, fue el tema «The Most Beautiful Girl In The World», de 1995. Esto es debido a una larga disputa de copyright que no fue resuelta tras el fallecimiento del cantante en 2016, dejando la canción en un limbo legal que impidió incluirla y que también deja en el aire la reedición de The Gold Experience.

## Temas
| N.º | Título                                                           | Álbum                             | Duración |  |
| 1.  | «Emancipation»                                                   | Emancipation (1996)               | 4:13     |  |
| 2.  | «Black Sweat»                                                    | 3121 (2006)                       | 3:11     |  |
| 3.  | «P. Control»                                                     | The Gold Experience (1995)        | 5:59     |  |
| 4.  | «Crucial»                                                        | Crystal Ball (1998)               | 5:08     |  |
| 5.  | «The Love We Make»                                               | Emancipation                      | 4:39     |  |
| 6.  | «👁 Hate U»                                                       | The Gold Experience               | 6:07     |  |
| 7.  | «The Greatest Romance Ever Sold»                                 | Rave Un2 the Joy Fantastic (1999) | 5:33     |  |
| 8.  | «👁 Love U, But 👁 Don't Trust U Anymore» (featuring Ani DiFranco) | Rave Un2 the Joy Fantastic        | 3:36     |  |
| 9.  | «Gold»                                                           | The Gold Experience               | 7:22     |  |
| 10. | «Guitar»                                                         | Planet Earth (2007)               | 3:45     |  |
| 11. | «Dream Factory»                                                  | Crystal Ball                      | 3:07     |  |
| 12. | «The Work, pt. 1»                                                | The Rainbow Children (2001)       | 4:28     |  |
| 13. | «Call My Name»                                                   | Musicology (2004)                 | 5:15     |  |
| 14. | «Strays of the World»                                            | Crystal Ball                      | 6:06     |  |
| 15. | «Shhh»                                                           | The Gold Experience               | 7:17     |  |
| 16. | «Dreamer»                                                        | Lotusflow3r (2009)                | 5:32     |  |
| 17. | «Chaos and Disorder»                                             | Chaos and Disorder (1996)         | 4:19     |  |
| 18. | «Endorphinmachine»                                               | The Gold Experience               | 4:06     |  |
| 19. | «Musicology»                                                     | Musicology                        | 4:24     |  |
| 20. | «Northside»                                                      | The Slaughterhouse (2004)         | 6:31     |  |
| 21. | «When 👁 Lay My Hands on U»                                       | The Chocolate Invasion (2004)     | 3:40     |  |
| 22. | «Beautiful Strange»                                              | Rave In2 the Joy Fantastic (2001) | 4:55     |  |
| 23. | «Future Soul Song»                                               | 20Ten (2010)                      | 5:08     |  |
| 24. | «Empty Room» (live from One Nite Alone... Tour 2002)             | C-Note (2003)                     | 4:00     |  |
| 25. | «3rd 👁»                                                          | The Truth (1998)                  | 4:54     |  |
| 26. | «U're Gonna C Me»                                                | One Nite Alone... (2002)          | 5:16     |  |
| 27. | «Dinner with Delores»                                            | Chaos and Disorder                | 2:46     |  |
| 28. | «Ol' Skool Company»                                              | MPLSound (2009)                   | 7:30     |  |
| 29. | «4ever»                                                          | Lotusflow3r                       | 3:47     |  |
| 30. | «West»                                                           | N.E.W.S (2003)                    | 14:00    |  |
| 31. | «Xpedition»                                                      | Xpectation (2003)                 | 8:23     |  |
| 32. | «Muse 2 the Pharaoh»                                             | The Rainbow Children              | 4:21     |  |
| 33. | «Somewhere Here on Earth»                                        | Planet Earth                      | 5:45     |  |
| 34. | «U Make My Sun Shine» (with Angie Stone)                         | The Chocolate Invasion            | 7:05     |  |
| 35. | «1+1+1 Is 3»                                                     | The Rainbow Children              | 5:17     |  |
| 36. | «Chelsea Rodgers»                                                | Planet Earth                      | 5:41     |  |
| 37. | «We March»                                                       | The Gold Experience               | 4:49     |  |